# أدريان بلفنز
أدريان بلفنز (بالإنجليزية: Adrian Blevins)‏ هي كاتِبة وشاعرة أمريكية، ولدت في 1964.